# Comuna Berezna, Hmilnîk
Berezna (în ucraineană Березна) este o comună în raionul Hmilnîk, regiunea Vinnița, Ucraina, formată din satele Berezna (reședința), Ciudînivți și Krupîn.

## Demografie
Componența lingvistică a satului Berezna
     Ucraineană (98,49%)
     Rusă (1,24%)
     Alte limbi (0,27%)
Conform recensământului din 2001, majoritatea populației satului Berezna era vorbitoare de ucraineană (98,49%), existând în minoritate și vorbitori de rusă (1,24%).